# Kapelica (żupania istryjska)
Kapelica – wieś w Chorwacji, w żupanii istryjskiej, w mieście Labin. W 2011 roku liczyła 617 mieszkańców.